# Krystyna Kozanecka
Krystyna Kozanecka-Kołakowska (ur. 24 lipca 1959 w Poznaniu, zm. 20 listopada 2013 w Raciborach) – polska aktorka teatralna i filmowa; dialogistka i scenarzystka; pedagog i reżyser dubbingu.

## Życiorys
W 1982 ukończyła Państwową Wyższą Szkołę Teatralną w Krakowie. Jej debiutem filmowym była rola w filmie Grzegorza Królikiewicza „Klejnot wolnego sumienia”. Przez wiele lat była związana z Teatrem Studio w Warszawie, gdzie występowała w spektaklach Józefa Szajny („Replika” – kilkaset spektakli na całym świecie), Jerzego Grzegorzewskiego („Pułapka” – także w języku niemieckim; „Opera za trzy grosze”) i Tadeusza Łomnickiego („Affabulazione”). Brała udział również w wielu spektaklach poetyckich Telewizji Polskiej (m.in. „Requiem pro pace”, „Tajemnica światła”, „Zostań z nami”), a także w widowiskach historycznych, m.in.: „Adventus lucis”, „Sztandary'44”, „Album Civium Civitatis”, „Sigilla Civitatis Novae Sandeciensis”, „Kto ty jesteś, czyli Adresaci” w reżyserii Romana Kołakowskiego. Zagrała także rolę w operze Michała Nymana „Mężczyzna, który pomylił swoją żonę z kapeluszem” (Opera Nova/Operalnia Bydgoszcz).
Jako aktorka głosowa była znana, m.in. jako Mała Mi z Muminków, Anabella z Magicznego autobusu, Księżniczka z Atomówek, Linda z Traszki Neda, Judy Jetson z Jetsonów, Jennifer „Jen” Larkin z Ach, ten Andy!, Rikki Chadwick z H2O – wystarczy kropla, Penny z Inspektora Gadżeta, Stella z pierwszych 5 sezonów Klubu Winx i wielu innych.
Jej pierwszym mężem był aktor Jerzy Dominik, z którym miała syna Filipa. Po rozwodzie ponownie wyszła za mąż, za Romana Kołakowskiego.
Zmarła 20 listopada 2013, została pochowana 26 listopada na cmentarzu w warszawskim Powsinie.

## Filmografia
- 2003: Show
- 1986: Zmiennicy – Zuza (odc. Ceny umowne)
- 1981: Klejnot wolnego sumienia – Anna

### Gościnnie
- 1999–2000: Klan – pielęgniarka na oddziale nefrologii Centrum Zdrowia Dziecka opiekująca się chorym na nerki Jasiem Rafalskim

## Polski dubbing
- 2013: Grajband – Mina Beff (odc. 1-13)
- 2013: Odlotowe agentki –
  - Vera Vann (odc. 137),
  - aktorka w filmie (odc. 138)
- 2013: Zwyczajny serial
- 2013: Titeuf –
  - Agata,
  - Zosia,
  - Mama Nadii
- 2013: Pszczółka Maja – Beatrycze
- 2013: Jeden z gangu
- 2013: Tomek i przyjaciele: Tajemnica zaginionej korony – Ania
- 2013: Spike Team – Olivia Redgreif
- 2013: Billy-Kot
- 2012: Tomek i przyjaciele: Tajemnica Niebieskiej Góry – Ania
- 2012: Świat słów – Gąsienica (odc. 28b)
- 2012: Lego Star Wars: Upadek Imperium
- 2012: PopPixie – Caramel
- 2012: Pora na przygodę! –
  - Królowa Grudkowego Kosmosu (odc. 30b),
  - dziewczynka (odc. 32a),
  - Księżniczka Malinka (odc. 35a, 55b),
  - Kropelka (odc. 38b)
- 2012: Pinky i Perky – Mania Pirania (odc. 15)
- 2012: Koszykarze – Stella (sezon 1)
- 2012: Beyblade: Metal Masters –
  - Sophie (odc. 16, 24-29, 38-39, 46-47),
  - naukowiec Ziggurata #1 (odc. 36-38, 45-51)
- 2011: Zielony patrol –
  - znajoma Charliego (odc. 16),
  - Lea (odc. 18),
  - Paula (odc. 20),
  - córka Filumenisty (odc. 30),
  - Kristel (odc. 32),
  - mama Maylin (odc. 37),
  - Holy (odc. 40),
  - Maria (odc. 46),
  - Nancy (odc. 48)
- 2011: Artur ratuje gwiazdkę
- 2011: Huntik: Łowcy tajemnic – Lane
- 2011: Dolina Koni – Sarah Whitney (tylko w wersji DVD)
- 2011: Franklin i przyjaciele – Gąska
- 2011: Mój przyjaciel Fungus – pani Henderson
- 2011: Eliot Kid – Mimi
- 2011: Dinopociąg – Tea Terizinozaur (odc. 29a)
- 2011: ABC literkowe chochliki – Kangurzyca Kasia (odc. 26)
- 2010: Smerfy – Smerfuś
- 2010: Power Rangers RPM – Summer
- 2009: Lou!
- 2009: Power Rangers: Furia dżungli –
  - Reporterka w TV (odc. 16),
  - Dr Silvia Jennings,
  - Lepus
- 2009–2011: Koszmarny Karolek – Mama Wrednej Wandzi
- 2007: Betsy Balonówna. Podróż przez Yummi-Land –
  - Katie Wata Cukrowa,
  - Lindsy Lue Bez,
  - Renee Łuk Tęczy
- 2007: Miejskie szkodniki –
  - Huanita (odc. 11),
  - Mama Hansa (odc. 25)
- 2007: Film o pszczołach – Trudy
- 2007: Mój przyjaciel królik –
  - Bursztyn,
  - Tunia (odc. 20b)
- 2006: H2O – wystarczy kropla –
  - Rikki Chadwick (sezony I–II)
  - Młoda Julia (odc. 23)
  - Emma Gilbert (jedna kwestia – błąd dubbingu, odc. 38)
- 2006: Bratz: Magiczny dżin – Yasmin
- 2006: Bratz: Od marzeń do gwiazd – Yasmin
- 2006: Rozgadana farma – Omlet
- 2006: Wymiennicy – Tasumi
- 2006: Pomocnik św. Mikołaja – Nik Nak
- 2005: Trollz – Topaza
- 2005: Bratz – Yasmin
- 2005: Przygoda Noddy’ego na wyspie
- 2005: Transformerzy: Cybertron – Thunderblast
- 2004–2005: Transformerzy: Wojna o Energon –
  - Arcee,
  - Sally
- 2005: Aloha, Scooby Doo – Snookie
- 2004–2013: Klub Winx – Stella
- 2004–2006: Super Robot Monkey Team Hyperforce Go! –
  - Nikita,
  - Jin May
- 2004: Rybki z ferajny
- 2004: Rogate ranczo
- 2004: Król lew 3: Hakuna matata –
  - Kobieta w TV,
  - Zwierzęta,
  - Królewna Śnieżka
- 2004: Koszmarny Karolek –
  - Mama Wrednej Wandzi,
  - Pani Rekino,
  - Ciocia Bella,
  - Kolega Damianka (niektóre odcinki),
  - Królowa Anglii (odc. 3),
  - Rozśpiewana Roksana (odc. 3),
  - Ochroniarka (odc. 18),
  - Sprzedawczyni na targu (odc. 19),
  - Sepleniąca Stella (odc. 24)
- 2004: Atomowa Betty – Penelopa Lang
- 2004: Kod Lyoko – Sissi
- 2004: Transformerzy: Wojna o Energon –
  - Arcee,
  - Sally
- 2003: Legenda Tarzana – Eleanor (odc. 29, 32)
- 2003–2004: Pupilek
- 2003: Małolaty u taty
- 2003: 101 dalmatyńczyków II. Londyńska przygoda – Czika
- 2003–2007: Świat Raven – Nauczycielka Raven
- 2003–2004: Megas XLR – Galaxa (odc. 14)
- 2003: Barbie z Jeziora Łabędziego – Claritta
- 2003: Szczenięce lata Clifforda – Jenny (odc. 4b)
- 2003: Dzieci pani Pająkowej ze Słonecznej Doliny
- 2003: Mój brat niedźwiedź –
  - Gęsi,
  - Mama Kody,
  - Dziewczyna #3
- 2003: Martin Tajemniczy – Jenny
- 2003: 101 dalmatyńczyków II. Londyńska przygoda – Czika
- 2002–2003: He-Man i władcy wszechświata
- 2002–2005: Co nowego u Scooby’ego?
- 2002–2005: Baśnie i bajki polskie –
  - Mela,
  - Rózia,
  - Emilka,
  - Królewna,
  - Kasztelanówna
- 2002: Kryptonim: Klan na drzewie – Izka
- 2002: Złap mnie, jeśli potrafisz – Brenda Strong
- 2002: Król Maciuś Pierwszy
- 2002: Balto II: Wilcza wyprawa – Lisica
- 2002: Śnięty Mikołaj 2
- 2002: Cyberłowcy
- 2001: Noddy
- 2001–2002: Jak dwie krople wody
- 2001–2004: Medabots – Karin
- 2001–2004: Bliźniaki Cramp – Panna Monkfisz
- 2001–2004: Samuraj Jack – Mały niedźwiadek (odc. 13)
- 2001: Ach, ten Andy! – Jen Larkin
- 2001–2003: Clifford – Mimi
- 2001–2003: Gadżet i Gadżetinis – Penny
- 2001–2003: Aparatka –
  - Marlo,
  - Tracey
- 2001: Mroczne przygody Billy’ego i Mandy –
  - Mama Jasona (odc. Upiorny tyran),
  - Misiek Szczęściarz (odc. Misiek Szczęściarz),
  - Kicia Kot (odc. Dom bez jutra)
- 2000–2006: Hamtaro – wielkie przygody małych chomików – Laura
- 2000–2003: X-Men: Ewolucja – Tabitha (oprócz odc. 29-30)
- 2000–2002: Owca w Wielkim Mieście – Mała Liza Dzierżawa
- 2000: Franklin i zielony rycerz
- 1999: Nieustraszeni ratownicy
- 1999–2002: Chojrak – tchórzliwy pies – Mała Muriel
- 1999–2001: Dzieciaki z klasy 402 – Polly McShane
- 1999: Pokémon: Film pierwszy – Zemsta Mewtwo – Mama Asha
- 1999: Mickey: Bajkowe święta
- 1998–2004: Atomówki – Księżniczka
- 1998: Eerie, Indiana: Inny wymiar – Trixie
- 1998: Przygody Kuby Guzika – Księżniczka Lisi
- 1998: Żona przychodzi nocą
- 1998: Wszechświat Blastera – Geisi
- 1998: Olinek Okrąglinek – Polly
- 1997–1999: Traszka Neda – Linda
- 1997: Pokémon
- 1997: Piękna i Bestia. Zaczarowane święta
- 1997–2004: Johnny Bravo – wiele postaci kobiecych
- 1996: Kopciuszek – Sabina
- 1996: Ucieczka
- 1996–1997: Kacza paczka
- 1995: Balto – młoda Rosy
- 1994–1998: Magiczny autobus – Anabella
- 1994–1998: Spider-Man – Jubilee
- 1994–1996: Fantastyczna Czwórka – Alicja
- 1994–1996: Iron Man: Obrońca dobra –
  - Rachel Carpenter – córka Julii (odc. 3),
  - Ilona (odc. 8)
- 1994: Patrol Jin Jina
- 1994: Troll w Nowym Jorku – Rosie
- 1993–1995: Dwa głupie psy
- 1993: Przygody Speeda Błyskawicy – Trixie
- 1992: Kometa nad Doliną Muminków – Mała Mi
- 1992–1997: X-Men – Jubilee (większość odcinków, pod koniec serii na przemian z Aleksandrą Rojewską i Iwoną Rulewicz)
- 1992–1997: Kot Ik! –
  - Wiedźma,
  - Jaś Sierota,
  - Alice,
  - Babs (odc. 31, 39, 48),
  - Huggie
- 1992–1993: Tajna misja – Victoria ‘Vicki’ Wiggins
- 1992–1993: Rodzina Addamsów – Wednesday Addams
- 1991: Trzy małe duszki – nauczycielka Sally lub Mary – przyjaciółka Sally
- 1990–1991: Muminki – Mała Mi
- 1990: Piotruś Pan i piraci – Księżycowa Panienka
- 1988–1991: Nowe przygody Kubusia Puchatka
- 1988: Judy Jetson i Rockersi – Judy
- 1987–1990: Kacze opowieści (stara wersja dubbingu) jako mały Turlak (odc. 54)
- 1987: Jetsonowie spotykają Flintstonów – Judy
- 1987: Leśna rodzina
- 1987: The Brave Little Toaster – Blanky
- 1985–1988: Troskliwe misie
- 1985: 13 demonów Scooby Doo
- 1984–1985: Wesoła siódemka
- 1983–1985: Malusińscy
- 1983–1986: Inspektor Gadżet – Penny
- 1981–1982: Heathcliff i Marmaduke
- 1980: Figle z Flintstonami
- 1976: Dwanaście prac Asteriksa
- 1972–1973: Nowy Scooby Doo
- 1968: Asterix i Kleopatra – Kleopatra
- 1962–1987: Jetsonowie – Judy
- 1961: 101 dalmatyńczyków – Czika
- 1960–1966: Flintstonowie – córka Frankenstona
- 1950: Kopciuszek

## Reżyser dubbingu
- 2012: SuperSprytek i Sprytusie
- 2011: Mój przyjaciel Fungus
- 2010: Smerfy (seria VII)
- 2009: O, kurczę!
- 2009: Aaron Stone
- 2009: Koszmarny Karolek (odc. 21-22)
- 2009: Z pradziejów naszej ziemi – podróż do Wielkiej Doliny
- 2008: Owocowe ludki (odc. 48)
- 2008: Pomocnik św. Mikołaja
- 2007: Mój przyjaciel królik
- 2007: Miejskie szkodniki
- 2007: Barney i przyjaciele (odc. 146)
- 2006: Kajtuś (odc. 135-137, 139-141, 145-146, 148)
- 2004–2007: Leniuchowo
- 2004: Troskliwe misie – Podróż do krainy Chichotów
- 2002: Przygody Tomcio Palucha i Calineczki

### Dialogi polskie
- 2001–2004: Samuraj Jack